# تاريخ اليهود في النرويج
يعود تاريخ اليهود في النرويج إلى القرن الخامس عشر. على الرغم من أنه كان هناك على الأرجح تجار يهود وبحارة وآخرون دخلوا النرويج خلال العصور الوسطى، لم تُبذل أية جهود لإقامة تجمع يهودي. خلال الحقبة الحديثة الباكرة، حُكمت النرويج، التي كانت ما تزال مدمرة جراء الموت الأسود، من قبل الدنمارك منذ عام 1536 حتى عام 1814، وبعد ذلك من قبل السويد حتى عام 1905. في عام 1687، ألغى كريستيان الخامس ملك الدنمارك جميع الامتيازات اليهودية، وبصورة أكثر تحديدًا حظَر على اليهود دخول النرويج، باستثناء من مُنحوا إعفاء خاصًا. سُجن اليهود الذين وُجدوا في المملكة وطُردوا، واستمر هذا الحظر حتى عام 1851.

موقع النرويج (بالأخضر الداكن) في أوروبا

في عام 1814، مع نيل النرويج استقلالها عن الدنمارك، «استمر» الحظر العام ضد دخول اليهود إلى البلاد في الدستور النرويجي الجديد. نال السيفارديون إعفاءً من الحظر، لكن يبدو أن القليل من منهم قدموا طلبات للحصول على وثيقة عبور حر. بعد جهود حثيثة قام بها الشاعر هنريك فيرغيلاند والسياسي بيدير يينسين فاوتشالد ومدير المدرسة هانز هولمبو وآخرون، رفع البرلمان النرويجي (الستورتينغت) في عام 1851 الحظر عن اليهود ومُنحوا حقوقًا دينية على قدم المساواة مع المنشقين المسيحيين.
أُسّست الجماعة اليهودية الأولى في النرويج في أوسلو عام 1892. أخذت الجماعة بالنمو على نحو بطيء حتى الحرب العالمية الثانية. وعُزّزت باللاجئين في أواخر ثلاثينيات القرن العشرين وبلغت ذروتها عند نحو ما يقارب 2100 فرد. هلَك السكان خلال الهولوكوست الذي قُتل فيه قسم كبير من التجمع اليهودي النرويجي على يد ألمانيا النازية. يبقى اليهود أحد الأقليات الدينية والإثنية الأصغر في النرويج.

## العصور الوسطى
يوجد الذِكر الأول لليهود في الأدب الاسكندنافي في بوستولا سوغور في آيسلندا في القرن الثالث عشر، إذ ذُكروا إلى جانب الوثنيين الأكثر انتشارًا. أشار أدب هذه المرحلة إلى اليهود بصفتهم «جيوينغار» و«جيوي» أو بالصيغة اللاتينية «جيوديوس». ذُكر اليهود أيضًا بتعابير غير ملائمة في القصص البطولية الآيسلندية الأدبية اللاحقة، مثل قصة غيوينغا (قصة اليهود).
على الرغم من ذلك، ثمة مصادر تشكك في معاداة السامية في النرويج في العصور الوسطى لسبب بسيط أنه ليس ثمة دليل على وجود اليهود في البلاد. لم يُذكر اليهود أو جماعة يهودية في النرويج في دراسة شاملة لوثائق معاصرة، مثل الوصايا والعقود والقضايا القانونية من بين بيانات أساسية أخرى. يستشهد العلماء بأنه يمكن اعتبار هؤلاء المذكورين في وثائق الكنيسة «يهودًا فعليين» بمعنى أن هذه الاستشهادات كانت غير مباشرة وأن هذا الذِكر ربما كان تعبيرًا عن سلوك غير مسيحي.

## الإصلاح الديني وعصر التنوير
في عام 1436 ومرةً أخرى في عام 1438، حظَر رئيس الأساقفة أسلاك بولت الاحتفال بيوم الراحة يوم السبت كي لا يستنسخ المسيحيون «طرائق اليهود»، وعُزّز هذا الحظر بواسطة قوانين عديدة أُقرت لاحقًا، من بينها تلك الموجودة في نصوص ديبلوماتاريوم نورفيغيكوم.
استند الاستيطان اليهودي الأول المعروف على أرض نرويجية إلى عفو ملكي. يتعلق الذِكر الأول المعروف لليهود في الوثائق العامة بقبول اليهود السفارديين والإسبان والبرتغاليين الذين طُردوا من إسبانيا عام 1492 ومن البرتغال عام 1497. مُنح بعضهم إعفاءً خاصًا لدخول النرويج.
في حين كانت النرويج جزءًا من مملكة الدنمارك منذ عام 1536 حتى عام 1814، أدخلت النرويج عددًا من القيود الدينية بهدف مساندة الإصلاح الديني البروتستانتي عمومًا وضد اليهود على وجه التحديد. في عام 1569، أمَر فريدريك الثاني بأن على جميع الأجانب تأكيد التزامهم بـ25 بندًا محوريًا في الإيمان اللوثري، متعلقة بمتاعب الترحيل ومصادرة جميع الملكيات والموت.
يعود أقدم تسجيل مباشر لذِكر لليهود في وثائق نُشرت في القرن السابع عشر حين سُمح لمجموعة من اليهود البرتغاليين الاستيطان في النرويج. رُفعت القيود عن اليهود السفارديين المسجَّلين مسبقًا كتجار في ألتونا حين تولّى كريستيان الرابع السيطرة على المدينة. أصدر كريستيان الوثيقة الأولى لعبور آمن ليهودي (آلبيرت ديونيس) في عام 1619، ومنح في 19 يونيو 1630 عفوًا عامًا دائمًا لجميع اليهود للإقامة في غلوكشتات، اشتمل على حق السفر بحرية في جميع أنحاء المملكة.
في ظرف كهذا، يمكن اعتبار معاداة السامية أمرًا يمكن إهماله لأن الأحكام المسبقة التقليدية ضد اليهود كانت تنبع عادةً من تصوُّر أن اليهود كانوا يسيطرون على الحيز الاقتصادي والسياسي والاجتماعي في مجتمع أوروبي معين.
تفاوتت السياسة العامة حيال اليهود على امتداد ال100 عام التي تلت ذلك. تسامحت المملكة على وجه الإجمال مع التجار والمصرفيين والمستثمرين اليهود الذين أفادت مساهماتهم اقتصاد النرويج-الدنمارك من جهة، في حين كانت تسعى إلى تقييد حركتهم وإقامتهم وحضورهم في الحياة العامة. مُنح العديد من اليهود -على وجه التحديد أسرة تيكسيرا السيفاردية وأيضًا بعض من هم من أصول أشكنازية- وثائق عبور لزيارة أماكن في الدنمارك والنرويج، غير أنه كان ثمة العديد من حوادث الاعتقال والسجن والتغريم والترحيل لليهود لخرقهم الحظر العام ضد وجودهم، حتى حين نالوا الإعفاء الممنوح للسيفارديين. منح كريستيان الرابع ملك الدنمارك-النرويج حقوقًا محدودة في السفر ضمن المملكة، ومنح اليهود الأشكناز في عام 1641 حقوقًا مماثلة. ألغى كريستيان الخامس هذه الامتيازات في عام 1687، وبصورة أكثر تحديدًا حظَر على اليهود دخول النرويج حتى ينالوا إعفاءً خاصًا. سُجن اليهود الذين وُجدوا في المملكة وطُردوا، واستمر هذا الحظر حتى عام 1851.
أدى التنوير الأوروبي إلى تخفيف بسيط للقيود على اليهود في الدنمارك-النرويج، خصيصًا في مناطق ومدن جنوبي الدنمارك. استقرّت في النرويج بعض الأسر اليهودية التي كانت قد تحولت إلى المسيحية. زاد كتّاب هذا العصر من اهتمامهم بالشعب اليهودي، من بينهم لودفيغ هولبيرغ، الذي صوّر اليهود كشخصياتٍ هزلية في معظم مسرحياته وأّلف في عام 1742 كتاب التاريخ اليهودي منذ بداية العالم والمستمر حتى اليوم الحاضر، مقدمًا اليهود إلى حد ما بصور نمطية تقليدية وغير محببة، إلا أنه طرح أيضًا مسألة سوء معاملة اليهود في أوروبا.
نتيجةً لذلك، مع دخول الصور النمطية لليهود في وعي عامة الناس خلال عصر التنوير، كان هناك أيضًا أولئك الذين انبروا لمعارضة بعض -إن لم يكن كل- العدائية المضمرة. كان الكاهن اللوثري نيلز هيرتزبيرغ واحدًا من أولئك الذين كتبوا ضد الأحكام النرويجية المسبقة، ما أثّر في النهاية على الأصوات اللاحقة المتعلقة بالتعديل الدستوري للسماح لليهود بالاستيطان في النرويج.

## حظر دستوري
كان هناك حظر شامل على الوجود اليهودي في النرويج منذ عام 1687، باستثناء من مُنحوا إعفاءً خاصًا، وسُجن اليهود الذين وُجدوا في المملكة وطُردوا. استمر الحظر حتى عام 1851. في ربيع عام 1814 عُقدت جمعية تأسيسية في أيدسفول استنادًا إلى آمال لم تدم طويلًا بأن تنازلات الدنمارك في معاهدة كيل ستتيح استقلال النرويج. على الرغم من أن الدنمارك كانت قبل شهور قليلة قد رفعت جميع القيود عن اليهود، اختارت الجمعية النرويجية -بعد بعض الجدل- طريقًا مختلفًا و«استمر» استبعاد اليهود من المملكة، ضمن الفقرة التي جعلت اللوثرية الدين الرسمي للدولة، برغم أن حرية ممارسة الأديان كانت القاعدة العامة.